# Пољопривредна школа са домом ученика „Соња Маринковић” Пожаревац
Пољопривредна школа са домом ученика „Соња Маринковић“ у Пожаревцу је најстарија школа са четворогодишњим трајањем међу школама за подручје рада пољопривреда, производња и прерада хране.

## Образовни профили
У школи су заступљени следећи образовни профили:
Четворогодишњи образовни профили
- Пољопривредни техничар
- Ветеринарски техничар
- Прехрамбени техничар
- Техничар хортикултуре

Трогодишњи образовни профили
- Произвођач прехрамбених производа
- Месар
- Пекар

## Историјат
Школа је почела да ради 10. октобра 1872. године под називом „Земљоделска шумарска школа”. Школа је основана на основу закона који је у Народној скупштини Књажевине Србије прихваћен 1870. године. Ипак, 1883. године рад школе је забрањен, да би тек 1897. године поново почела са радом. Током Првог светског рата, рад школе је поново прекинут.
Године 1922. основана је као једногодишња Специјална пољопривредна школа, а шест година касније, 1928. она прераста у дворазредну, тј. двогодишњу специјалну пољопривредну ратарску школу. За потребе рада тадашње школе подигнуте су школске и економске зграде јер је настава била теоријска и практична.
Школа је 1947. године укинута, а уместо ње основана је Бригадирско-машинско-тракторска школа. У њој је вршена шестомесечна припрема кадрова предрадника тадашњих бригадира за рад у пољопривреди. Ипак, 1951. године школа се трансформисала у Пољопривредно-машинску школу, а 1953. се враћа на стари програм који је шест година мировао (од 1947) и поново ради као „Нижа пољопривредна школа”. Школа је тада имала простора за стотину ученика, како за наставу тако и за интернатски смештај. Од имања је поседовала 40 хектара, машинску радионицу и неопходан сточни фонд.
Нижа пољопривредна школа 1959. године прераста у Средњу пољопривредну школу, са четворогодишњим трајањем, а годину дана касније су установљена два одсека: ратарски и сточарски. Отворена су два одељења за школовање одраслих у двогодишњем трајању, као и консултативни центар за ванредне ученике. Школски одбор је донео одлуку да школа носи име „Соња Маринковић”.
Године 1967. почиње нова етапа у развоју Пољопривредне школе када она прераста у Пољопривредно-прехрамбени школски центар „Соња Маринковић”, уводећи, уз пољопривредну, школовање ученика за прехрамбену струку.
До промене имена школе дошло је 1991. године, када је на предлог Наставничког већа школи враћен стари назив Пољопривредна школа „Соња Маринковић”. Године 1996. отворен је Дом ученика и извршене су нове измене у називу школе, тако да она од тада носи назив Пољопривредна школа са домом ученика „Соња Маринковић”.